# فرنسيس بريور
فرنسيس بريور (بالإنجليزية: Francis Pryor)‏ هو عالم إنسان ومؤلف بريطاني، ولد في 13 يناير 1945 في لندن في المملكة المتحدة.

## وصلات خارجية
- فرنسيس بريور على موقع IMDb (الإنجليزية)
- فرنسيس بريور على موقع قاعدة بيانات الفيلم (الإنجليزية)